# 風神股份
風神輪胎股份有限公司，簡稱風神輪胎股份、風神股份，以及風神輪胎（英語：AEOLUS TYRE COMPANY LIMITED，上交所：600469），在1965年，由焦作市政府批准接手當時「焦作铝厂」，轉為前身「河南輪胎廠」，現時由中國化工橡膠總公司，以及中國昊華化工集團（兩者為中國化工集團公司旗下）聯營公司。
董事長為曹朝陽，總經理為王鋒。股份則在2003年10月21日於上海證券交易所主板上市。總部位於河南省焦作市焦东南路48号。
主要業務在中國內地經營生產及銷售全钢载重子午胎、全钢工程子午胎、全钢轻卡子午胎、斜交工程机械轮胎，主要銷售歐洲等國家，「河南」和「風神」為主要品牌。

## 連結
- AeolusTyre.com （页面存档备份，存于）